# Wynnedale
Wynnedale – miasto w Stanach Zjednoczonych, w stanie Indiana, w hrabstwie Marion.